# Ótta
Ótta je peti studijski album islandskog post-metal sastava Sólstafir. Album je 29. kolovoza 2014. godine objavila diskografska kuća Season of Mist. Posljednji je studijski album na kojem je sudjelovao bubnjar Guðmundur Óli Pálmason.

## Popis pjesama
| 1.    | »Lágnætti« (Ponoć)           | 8:44  |
| 2.    | »Ótta« (Gluho doba noći)     | 9:38  |
| 3.    | »Rismál« (Izlazak sunca)     | 4:24  |
| 4.    | »Dagmál« (Jutro)             | 5:39  |
| 5.    | »Miðdegi« (Sredina dana)     | 4:18  |
| 6.    | »Nón« (Podne)                | 7:47  |
| 7.    | »Miðaftann« (Sredina večeri) | 5:39  |
| 8.    | »Náttmál« (Noć)              | 11:15 |
| 57:24 |                              |       |

| Bonus CD Tilberi s ograničene inačice | Bonus CD Tilberi s ograničene inačice       | Bonus CD Tilberi s ograničene inačice | Bonus CD Tilberi s ograničene inačice | Bonus CD Tilberi s ograničene inačice | Bonus CD Tilberi s ograničene inačice | Bonus CD Tilberi s ograničene inačice | Bonus CD Tilberi s ograničene inačice | Bonus CD Tilberi s ograničene inačice | Bonus CD Tilberi s ograničene inačice |
| Br.                                   | Skladba                                     | Trajanje                              |                                       |                                       |                                       |                                       |                                       |                                       |                                       |
| ------------------------------------- | ------------------------------------------- | ------------------------------------- | ------------------------------------- | ------------------------------------- | ------------------------------------- | ------------------------------------- | ------------------------------------- | ------------------------------------- | ------------------------------------- |
| 1.                                    | »Tilberi«                                   | 6:31                                  |                                       |                                       |                                       |                                       |                                       |                                       |                                       |
| 2.                                    | »Til Valhallar« (ponovno snimljena inačica) | 4:30                                  |                                       |                                       |                                       |                                       |                                       |                                       |                                       |
| 3.                                    | »Ótta« (elevator mix)                       | 8:56                                  |                                       |                                       |                                       |                                       |                                       |                                       |                                       |
| 19:57                                 |                                             |                                       |                                       |                                       |                                       |                                       |                                       |                                       |                                       |

## Zasluge
| Sólstafir - Guðmundur Óli Pálmason – bubnjevi - Aðalbjörn Tryggvason – vokali, gitara, produkcija - Svavar Austman – bas-gitara - Sæþór Maríus Sæþórsson – gitara Ostalo osoblje - Ragnar Axelsson – fotografija - Silli Geirdal – koprodukcija - Níels Adolf Svansson – inženjer zvuka - Andy Jackson – mastering - Birgir Jón Birgisson – produkcija, miksanje | Dodatni glazbenici - Hrafn Thoroddsen – Hammond orgulje (na pjesmi 8) - Bjarni M. Sigurðarson – bendžo - Halldor A. Björnsson – klavir - Edda Rún Ólafsdóttir – violina - Hildur Ársælsdóttir – violina - María Huld Markan Sigfúsdóttir – violina - Sólrún Sumarliðadóttir – violončelo |